# ایلگازی (آماسیه)
ایلگازی (به ترکی استانبولی: İlgazi) یک منطقهٔ مسکونی در ترکیه است که در آماسیه واقع شده‌است.